# NGC 1367
NGC 1367 (ook wel NGC 1371) is een balkspiraalstelsel in het sterrenbeeld Oven. Het hemelobject werd op 17 november 1784 ontdekt door de Duits-Britse astronoom William Herschel.

## Synoniemen
- NGC 1371
- PGC 13255
- IRAS03327-2505
- ESO 482-10
- UGCA 79
- MCG -4-9-29
- AM 0332-250